# Perceval

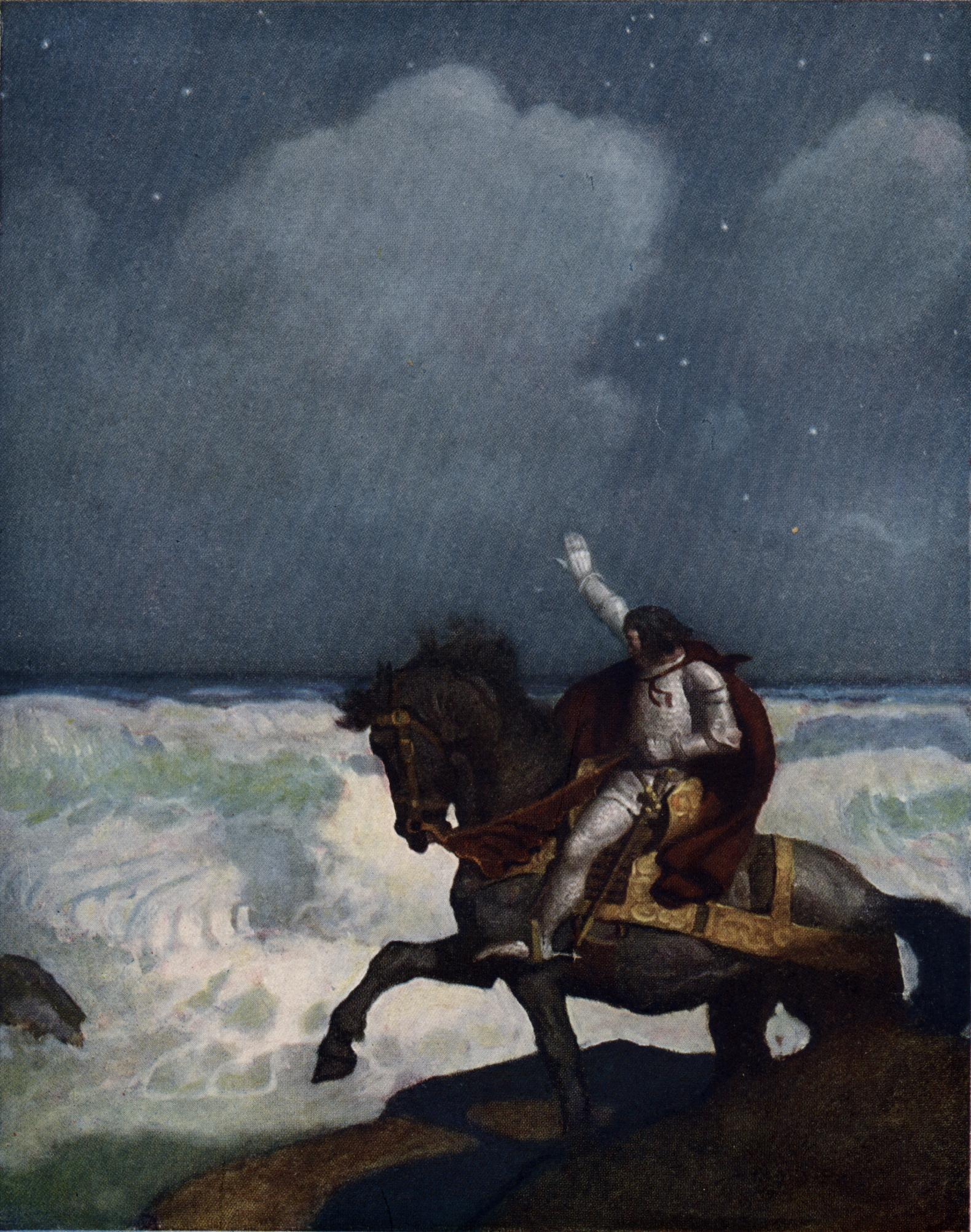
Sir Perceval, en una ilustración del libro The Boy's King Arthur.

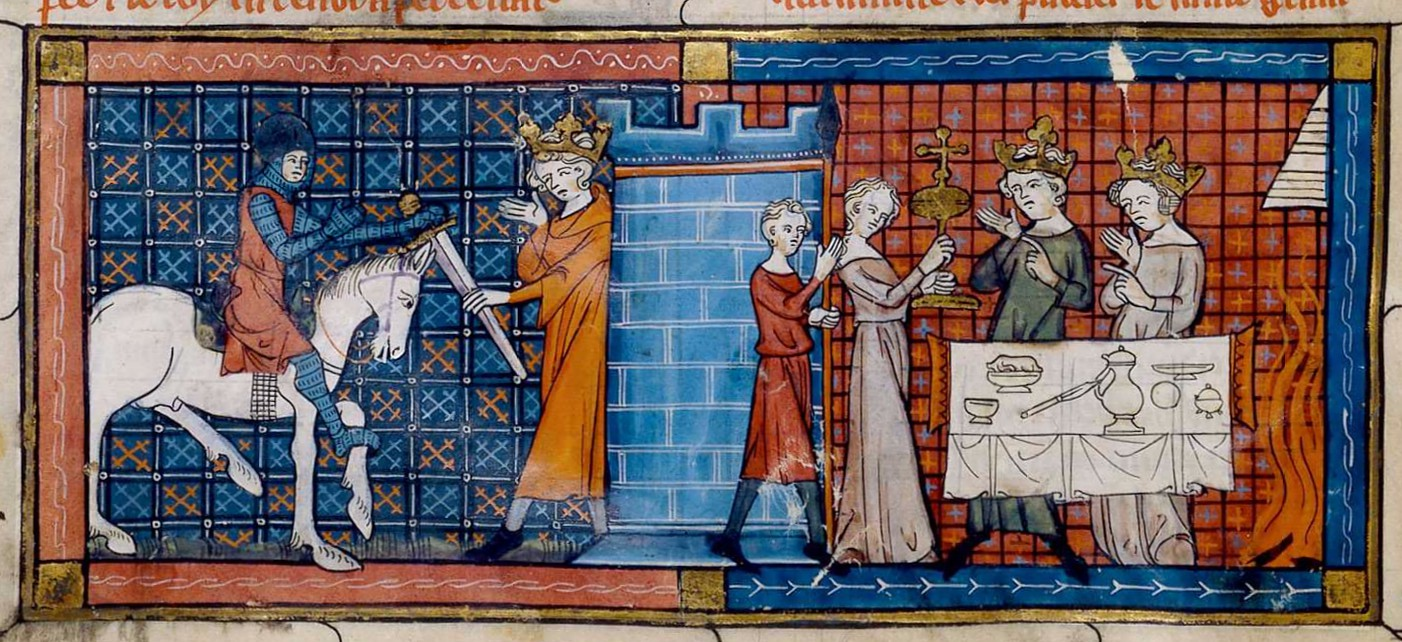
Escenas de Perceval, de una ilustración medieval.

Perceval, también conocido como Parzival, Parsifal o Percibal, es uno de los legendarios caballeros de la Mesa Redonda del rey Arturo. En la literatura galesa su nombre es Peredur. Es famoso principalmente por su participación en la búsqueda del Santo Grial.
Hay muchas versiones del nacimiento de Perceval. En la mayoría de las fuentes es de cuna noble, y su padre es o bien el rey Pellinore, o bien otro caballero respetable. Su madre no suele ser nombrada pero a veces desempeña un papel importante en las historias. Su hermana es la portadora del Santo Grial, y a veces se la llama Dindrane aunque otras es su prima Elaine de Corbenic. En las historias en las que es hijo de Pellinore sus hermanos son sir Tor, sir Aglovale, sir Lamorak y sir Dornar.
Tras la muerte de su padre, la madre de Perceval le lleva a los bosques de Gales donde le cría a espaldas de las tareas propias de los hombres hasta los 15 años. Sin embargo, finalmente un grupo de caballeros atraviesa el bosque y Perceval queda impactado por su heroica apariencia. Queriendo convertirse en caballero, el muchacho viaja hasta la corte del rey Arturo, donde tras probar su valía como guerrero es investido caballero e invitado a unirse a los Caballeros de la Mesa Redonda.
Incluso en las historias más antiguas Perceval está relacionado con la búsqueda del Santo Grial. En Perceval, el Cuento del Grial de Chrétien de Troyes, se encuentra con el lisiado Rey Pescador y ve el Santo Grial, pero no logra hacer la pregunta que habría curado al herido monarca. Tras aprender de sus errores hace voto de volver a encontrar el castillo del Grial y completar la búsqueda.

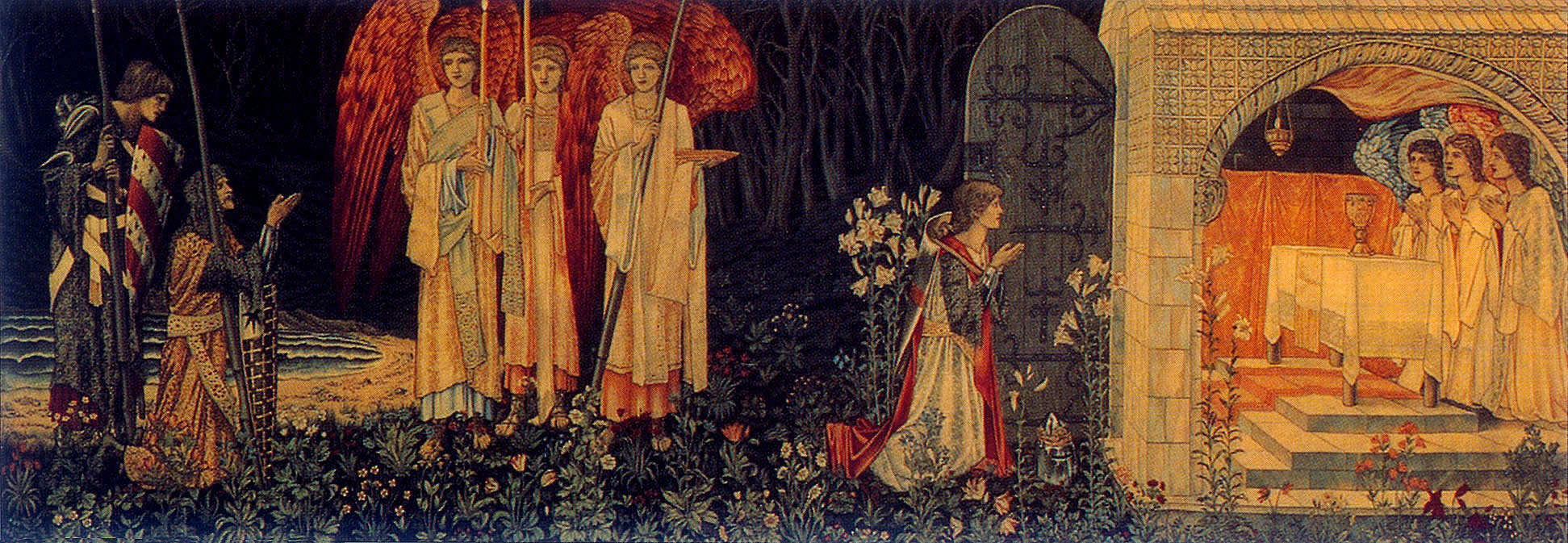
Galahad, Bors y Perceval logran el Grial.

En relatos posteriores, el auténtico héroe del Grial es Galahad, el hijo de Lanzarote. Pero aunque su papel en los romances parecía haber disminuido, Perceval siguió siendo un personaje importante y fue uno de los dos únicos caballeros (el otro es Bors) que acompañaban a Galahad al castillo del Grial y lograban completar la búsqueda.
En las versiones antiguas la amada de Perceval era Blancaflor y se convertía en rey de Carbonek tras curar al Rey Pescador, pero en versiones posteriores era un caballero célibe que moría antes de alcanzar el Grial. En la versión de Wolfram von Eschenbach, el hijo de Perceval era Lohengrin, el caballero del cisne.
En la época moderna su historia ha sido usada en cierta variedad de reelaboraciones como el poema modernista de T. S. Eliot La tierra baldía, la ópera de Richard Wagner Parsifal, la película de John Boorman Excalibur y la novela y película The Natural. En el cine las películas dedicadas a este personaje han sido Parsifal (película) de Daniel Mangrané y Carlos Serrano de Osma, en 1952 y Parsifal de 1981 dirigida por Hans-Jürgen Syberberg.
Chrétien de Troyes escribió la primera historia de Perceval: Perceval, el Cuento del Grial. Otros famosos relatos de sus aventuras son Parzival de Wolfram von Eschenbach, La muerte de Arturo de Thomas Malory y el teórico Perceval de Robert de Boron.